# Херент
Херент (на нидерландски: Herent) е селище в Централна Белгия, окръг Льовен на провинция Фламандски Брабант. Намира се на 3 km северозападно от центъра на град Льовен. Населението му е около 19 200 души (2006).